# Clasificación para el Campeonato de Europa Sub-19 de la UEFA 2021
La Clasificación para el Campeonato de Europa Sub-19 de la UEFA 2021 sería el torneo que determinaría los clasificados al Campeonato Europeo de la UEFA Sub-19 2021, a realizarse en Rumania. La competición constaba de dos fases: la primera de ellas, la Ronda de clasificación, se disputararía en marzo; la segunda, llamada de Play-offs, se disputaría en mayo de 2021.
Aparte de Rumania, 53 de las 54 selecciones nacionales miembros de la UEFA restantes participarían en la competición de clasificación, donde el formato original consistiría en dos rondas: la ronda de clasificación, que tendría lugar en otoño de 2020, y la ronda de élite, que se llevaría a cabo en la primavera de 2021. Sin embargo, debido a la Pandemia de COVID-19 en Europa, la UEFA anunció el 13 de agosto de 2020 que, después de consultar con las 55 federaciones miembro, la ronda de clasificación se retrasaría hasta marzo de 2021 y la ronda élite sería abolida y reemplazada por play-offs, con los 13 ganadores de grupo de la ronda de clasificación uniéndose al primer favorito por ranking de coeficiente, Portugal (que originalmente recibiría un pase libre a la ronda élite), en los play-offs de mayo de 2021 para determinar los equipos que se clasificarán para el torneo final.
El 23 de febrero de 2021 el Comité Ejecutivo de la UEFA ha decidido cancelar la edición 2020/21 debido a la pandemia del COVID-19 y sus efectos en la celebración de competiciones.

## Equipos participantes

### Sorteo
El sorteo de la Ronda de clasificación se realizó el 3 de diciembre de 2019 en la sede de la UEFA ubicada en Nyon, Suiza.
A los fines de determinar la conformación de los bombos, se tomaron los coeficientes UEFA que fueron calculados en base a los resultados de cada selección en las Clasificaciones para los Campeonatos de Europa Sub-19 de la UEFA de los años 2016, 2017, 2018 y 2019. Portugal y accede directamente a la Ronda Élite por tener mayor coeficiente, por lo que no forma parte del sorteo.
| Clasificado directamente a la Ronda Élite | Clasificado directamente a la Ronda Élite | Clasificado directamente a la Ronda Élite |
| #                                         | Selección                                 | Coef.                                     |
| ----------------------------------------- | ----------------------------------------- | ----------------------------------------- |
| 1                                         | Portugal                                  | 29.389                                    |

Las 52 selecciones restantes fueron distribuidas en cuatro bombos de 13 equipos.
| Bombo A | Bombo A         | Bombo A |
| #       | Selección       | Coef.   |
| ------- | --------------- | ------- |
| 2       | Francia         | 23.778  |
| 3       | Inglaterra      | 23.000  |
| 4       | Italia          | 21.889  |
| 5       | Países Bajos    | 16.778  |
| 6       | República Checa | 16.722  |
| 7       | España          | 16.222  |
| 8       | Alemania        | 15.833  |
| 9       | Ucrania         | 14.389  |
| 10      | Irlanda         | 13.278  |
| 11      | Noruega         | 12.611  |
| 12      | Turquía         | 12.611  |
| 13      | Austria         | 11.833  |
| 14      | Croacia         | 11.611  |

| Bombo B | Bombo B    | Bombo B |
| #       | Selección  | Coef.   |
| ------- | ---------- | ------- |
| 15      | Grecia     | 11.000  |
| 16      | Bélgica    | 10.667  |
| 17      | Suecia     | 10.278  |
| 18      | Serbia     | 10.167  |
| 19      | Polonia    | 10.167  |
| 20      | Eslovaquia | 10.167  |
| 21      | Escocia    | 9.833   |
| 22      | Israel     | 9.833   |
| 23      | Bulgaria   | 9.722   |
| 24      | Hungría    | 9.167   |
| 25      | Dinamarca  | 8.833   |
| 26      | Eslovenia  | 8.167   |
| 27      | Georgia    | 7.833   |

| Bombo C | Bombo C              | Bombo C |
| #       | Selección            | Coef.   |
| ------- | -------------------- | ------- |
| 28      | Rusia                | 7.333   |
| 29      | Finlandia            | 7.333   |
| 30      | Suiza                | 7.000   |
| 31      | Bosnia y Herzegovina | 6.667   |
| 32      | Chipre               | 5.333   |
| 33      | Gales                | 5.000   |
| 34      | Letonia              | 4.667   |
| 35      | Islandia             | 4.667   |
| 36      | Azerbaiyán           | 4.500   |
| 37      | Macedonia del Norte  | 4.333   |
| 38      | Irlanda del Norte    | 4.333   |
| 39      | Bielorrusia          | 4.333   |
| 40      | Armenia              | 3.667   |

| Bombo D | Bombo D     | Bombo D |
| #       | Selección   | Coef.   |
| ------- | ----------- | ------- |
| 41      | Montenegro  | 3.333   |
| 42      | Kosovo      | 3.167   |
| 43      | Malta       | 2.333   |
| 44      | Albania     | 2.000   |
| 45      | Kazajistán  | 1.667   |
| 46      | Andorra     | 1.667   |
| 47      | Luxemburgo  | 1.667   |
| 48      | Moldavia    | 1.333   |
| 49      | Estonia     | 1.333   |
| 50      | Islas Feroe | 1.333   |
| 51      | Lituania    | 1.000   |
| 52      | Gibraltar   | 0.333   |
| 53      | San Marino  | 0.000   |

## Formato de competición
La competencia de clasificación consistiría originalmente en las siguientes dos rondas:
- Ronda de clasificación: Aparte de Portugal, que recibe un pase a la ronda élite como el equipo con el coeficiente de clasificación más alto, los 52 equipos restantes se dividen en 13 grupos de cuatro equipos. Cada grupo se juega en formato de todos contra todos en uno de los equipos seleccionados como anfitriones después del sorteo. Los 13 ganadores de grupo, los 13 subcampeones y el tercer equipo con el mejor récord frente al primer y segundo equipo de su grupo avanzan a la ronda élite.
- Ronda élite: los 28 equipos se dividen en siete grupos de cuatro equipos. Cada grupo se juega en formato de todos contra todos en uno de los equipos seleccionados como anfitriones después del sorteo. Los siete ganadores de grupo se clasifican para el torneo final.

Después del cambio de formato, la competición clasificatoria consta de las siguientes dos rondas:
- Ronda de clasificación: el sorteo sigue igual que antes. Los 13 ganadores de grupo y Portugal, que originalmente recibió un pase a la ronda élite, avanzan a los play-offs.
- Play-offs: Los 14 equipos están divididos en siete eliminatorias. Los siete ganadores se clasifican para el torneo final.

## Ronda de clasificación
— Clasificados a los Play-offs.

### Grupo 1
Sede:  Eslovaquia
| Selección  | Pts | PJ | PG | PE | PP | GF | GC | Dif |
| ---------- | --- | -- | -- | -- | -- | -- | -- | --- |
| Italia     | 0   | 0  | 0  | 0  | 0  | 0  | 0  | 0   |
| Eslovaquia | 0   | 0  | 0  | 0  | 0  | 0  | 0  | 0   |
| Chipre     | 0   | 0  | 0  | 0  | 0  | 0  | 0  | 0   |
| Kosovo     | 0   | 0  | 0  | 0  | 0  | 0  | 0  | 0   |

| 23 de marzo de 2021 | Chipre | vs.     | Eslovaquia | Štadión pod Dubňom, Žilina, Eslovaquia |               |
|                     |        | Reporte |            | Árbitra: [[]]                          | Árbitra: [[]] |

| 23 de marzo de 2021 | Italia | vs.     | Kosovo | Štadión pod Dubňom, Žilina, Eslovaquia |               |
|                     |        | Reporte |        | Árbitra: [[]]                          | Árbitra: [[]] |

| 26 de marzo de 2021 | Eslovaquia | vs.     | Kosovo | Štadión pod Dubňom, Žilina, Eslovaquia |               |
|                     |            | Reporte |        | Árbitra: [[]]                          | Árbitra: [[]] |

| 26 de marzo de 2021 | Italia | vs.     | Chipre | Štadión pod Dubňom, Žilina, Eslovaquia |               |
|                     |        | Reporte |        | Árbitra: [[]]                          | Árbitra: [[]] |

| 29 de marzo de 2021 | KOS | vs.     | Chipre | Štadión pod Dubňom, Žilina, Eslovaquia |               |
|                     |     | Reporte |        | Árbitra: [[]]                          | Árbitra: [[]] |

| 29 de marzo de 2021 | Eslovaquia | vs.     | Italia | Štadión pod Dubňom, Žilina, Eslovaquia |               |
|                     |            | Reporte |        | Árbitra: [[]]                          | Árbitra: [[]] |

### Grupo 2
Sede:  Israel
| Selección   | Pts | PJ | PG | PE | PP | GF | GC | Dif |
| ----------- | --- | -- | -- | -- | -- | -- | -- | --- |
| Ucrania     | 0   | 0  | 0  | 0  | 0  | 0  | 0  | 0   |
| Israel      | 0   | 0  | 0  | 0  | 0  | 0  | 0  | 0   |
| Bielorrusia | 0   | 0  | 0  | 0  | 0  | 0  | 0  | 0   |
| Montenegro  | 0   | 0  | 0  | 0  | 0  | 0  | 0  | 0   |

| 22 de marzo de 2021 | Bielorrusia | vs.     | Israel | Estadio Ramat Gan, Ramat Gan, Israel |               |
|                     |             | Reporte |        | Árbitra: [[]]                        | Árbitra: [[]] |

| 22 de marzo de 2021 | Ucrania | vs.     | Montenegro | Estadio Municipal Ramla, Ramla, Israel |               |
|                     |         | Reporte |            | Árbitra: [[]]                          | Árbitra: [[]] |

| 25 de marzo de 2021 | Israel | vs.     | Montenegro | Estadio Ramat Gan, Ramat Gan, Israel |               |
|                     |        | Reporte |            | Árbitra: [[]]                        | Árbitra: [[]] |

| 25 de marzo de 2021 | Ucrania | vs.     | Bielorrusia | Estadio Municipal Ramla, Ramla, Israel |               |
|                     |         | Reporte |             | Árbitra: [[]]                          | Árbitra: [[]] |

| 28 de marzo de 2021 | Montenegro | vs.     | Bielorrusia | Estadio Municipal Ramla, Ramla, Israel |               |
|                     |            | Reporte |             | Árbitra: [[]]                          | Árbitra: [[]] |

| 28 de marzo de 2021 | Israel | vs.     | Ucrania | Estadio Ramat Gan, Ramat Gan, Israel |               |
|                     |        | Reporte |         | Árbitra: [[]]                        | Árbitra: [[]] |

### Grupo 3
Sede:  Suecia
| Selección         | Pts | PJ | PG | PE | PP | GF | GC | Dif |
| ----------------- | --- | -- | -- | -- | -- | -- | -- | --- |
| Austria           | 0   | 0  | 0  | 0  | 0  | 0  | 0  | 0   |
| Suecia            | 0   | 0  | 0  | 0  | 0  | 0  | 0  | 0   |
| Irlanda del Norte | 0   | 0  | 0  | 0  | 0  | 0  | 0  | 0   |
| Gibraltar         | 0   | 0  | 0  | 0  | 0  | 0  | 0  | 0   |

| 23 de marzo de 2021 | Irlanda del Norte | vs.     | Suecia | Borås Arena, Borås, Suecia |               |
|                     |                   | Reporte |        | Árbitra: [[]]              | Árbitra: [[]] |

| 23 de marzo de 2021 | Austria | vs.     | Gibraltar | Hisingen Arena, Gotemburgo, Suecia |               |
|                     |         | Reporte |           | Árbitra: [[]]                      | Árbitra: [[]] |

| 26 de marzo de 2021 | Suecia | vs.     | Gibraltar | Borås Arena, Borås, Suecia |               |
|                     |        | Reporte |           | Árbitra: [[]]              | Árbitra: [[]] |

| 26 de marzo de 2021 | Austria | vs.     | Irlanda del Norte | Borås Arena, Borås, Suecia |               |
|                     |         | Reporte |                   | Árbitra: [[]]              | Árbitra: [[]] |

| 29 de marzo de 2021 | Gibraltar | vs.     | Irlanda del Norte | Hisingen Arena, Gotemburgo, Suecia |               |
|                     |           | Reporte |                   | Árbitra: [[]]                      | Árbitra: [[]] |

| 29 de marzo de 2021 | Suecia | vs.     | Austria | Borås Arena, Borås, Suecia |               |
|                     |        | Reporte |         | Árbitra: [[]]              | Árbitra: [[]] |

### Grupo 4
Sede:  Suiza
| Selección  | Pts | PJ | PG | PE | PP | GF | GC | Dif |
| ---------- | --- | -- | -- | -- | -- | -- | -- | --- |
| Alemania   | 0   | 0  | 0  | 0  | 0  | 0  | 0  | 0   |
| Escocia    | 0   | 0  | 0  | 0  | 0  | 0  | 0  | 0   |
| Suiza      | 0   | 0  | 0  | 0  | 0  | 0  | 0  | 0   |
| Luxemburgo | 0   | 0  | 0  | 0  | 0  | 0  | 0  | 0   |

| 24 de marzo de 2021 | Alemania | vs.     | Luxemburgo | Sportpark Wyler, Berna, Suiza |               |
|                     |          | Reporte |            | Árbitra: [[]]                 | Árbitra: [[]] |

| 24 de marzo de 2021 | Suiza | vs.     | Escocia | Sportpark Wyler, Berna, Suiza |               |
|                     |       | Reporte |         | Árbitra: [[]]                 | Árbitra: [[]] |

| 27 de marzo de 2021 | Escocia | vs.     | Luxemburgo | Sportpark Wyler, Berna, Suiza |               |
|                     |         | Reporte |            | Árbitra: [[]]                 | Árbitra: [[]] |

| 27 de marzo de 2021 | Alemania | vs.     | Suiza | Sportpark Wyler, Berna, Suiza |               |
|                     |          | Reporte |       | Árbitra: [[]]                 | Árbitra: [[]] |

| 30 de marzo de 2021 | Escocia | vs.     | Alemania | Sportpark Wyler, Berna, Suiza |               |
|                     |         | Reporte |          | Árbitra: [[]]                 | Árbitra: [[]] |

| 30 de marzo de 2021 | Luxemburgo | vs.     | Suiza | Sportpark Wyler, Berna, Suiza |               |
|                     |            | Reporte |       | Árbitra: [[]]                 | Árbitra: [[]] |

### Grupo 5
Sede:  República Checa
| Selección           | Pts | PJ | PG | PE | PP | GF | GC | Dif |
| ------------------- | --- | -- | -- | -- | -- | -- | -- | --- |
| República Checa     | 0   | 0  | 0  | 0  | 0  | 0  | 0  | 0   |
| Dinamarca           | 0   | 0  | 0  | 0  | 0  | 0  | 0  | 0   |
| Macedonia del Norte | 0   | 0  | 0  | 0  | 0  | 0  | 0  | 0   |
| Albania             | 0   | 0  | 0  | 0  | 0  | 0  | 0  | 0   |

| 24 de marzo de 2021 | Macedonia del Norte | vs.     | Dinamarca | 1. HFK Olomouc, Olomouc, República Checa |               |
|                     |                     | Reporte |           | Árbitra: [[]]                            | Árbitra: [[]] |

| 24 de marzo de 2021 | República Checa | vs.     | Albania | 1. SK Prostejov, Prostějov, República Checa |               |
|                     |                 | Reporte |         | Árbitra: [[]]                               | Árbitra: [[]] |

| 27 de marzo de 2021 | Dinamarca | vs.     | Albania | 1. SK Prostejov, Prostějov, República Checa |               |
|                     |           | Reporte |         | Árbitra: [[]]                               | Árbitra: [[]] |

| 27 de marzo de 2021 | República Checa | vs.     | Macedonia del Norte | 1. HFK Olomouc, Olomouc, República Checa |               |
|                     |                 | Reporte |                     | Árbitra: [[]]                            | Árbitra: [[]] |

| 30 de marzo de 2021 | Albania | vs.     | Macedonia del Norte | 1. HFK Olomouc, Olomouc, República Checa |               |
|                     |         | Reporte |                     | Árbitra: [[]]                            | Árbitra: [[]] |

| 30 de marzo de 2021 | Dinamarca | vs.     | República Checa | 1. SK Prostejov, Prostějov, República Checa |               |
|                     |           | Reporte |                 | Árbitra: [[]]                               | Árbitra: [[]] |

### Grupo 6
Sede:  Croacia
| Selección  | Pts | PJ | PG | PE | PP | GF | GC | Dif |
| ---------- | --- | -- | -- | -- | -- | -- | -- | --- |
| Croacia    | 0   | 0  | 0  | 0  | 0  | 0  | 0  | 0   |
| Georgia    | 0   | 0  | 0  | 0  | 0  | 0  | 0  | 0   |
| Letonia    | 0   | 0  | 0  | 0  | 0  | 0  | 0  | 0   |
| Kazajistán | 0   | 0  | 0  | 0  | 0  | 0  | 0  | 0   |

| 24 de marzo de 2021 | Letonia | vs.     | Georgia | Stadion Lučko, Lučko, Croacia |               |
|                     |         | Reporte |         | Árbitra: [[]]                 | Árbitra: [[]] |

| 24 de marzo de 2021 | Croacia | vs.     | Kazajistán | Estadio Branko Čavlović-Čavlek, Karlovac, Croacia |               |
|                     |         | Reporte |            | Árbitra: [[]]                                     | Árbitra: [[]] |

| 27 de marzo de 2021 | Georgia | vs.     | Kazajistán | Stadion Lučko, Lučko, Croacia |               |
|                     |         | Reporte |            | Árbitra: [[]]                 | Árbitra: [[]] |

| 27 de marzo de 2021 | Croacia | vs.     | Letonia | Estadio Branko Čavlović-Čavlek, Karlovac, Croacia |               |
|                     |         | Reporte |         | Árbitra: [[]]                                     | Árbitra: [[]] |

| 30 de marzo de 2021 | Kazajistán | vs.     | Letonia | Stadion Lučko, Lučko, Croacia |               |
|                     |            | Reporte |         | Árbitra: [[]]                 | Árbitra: [[]] |

| 30 de marzo de 2021 | Georgia | vs.     | Croacia | Estadio Branko Čavlović-Čavlek, Karlovac, Croacia |               |
|                     |         | Reporte |         | Árbitra: [[]]                                     | Árbitra: [[]] |

### Grupo 7
Sede:  Irlanda
| Selección            | Pts | PJ | PG | PE | PP | GF | GC | Dif |
| -------------------- | --- | -- | -- | -- | -- | -- | -- | --- |
| Irlanda              | 0   | 0  | 0  | 0  | 0  | 0  | 0  | 0   |
| Polonia              | 0   | 0  | 0  | 0  | 0  | 0  | 0  | 0   |
| Bosnia y Herzegovina | 0   | 0  | 0  | 0  | 0  | 0  | 0  | 0   |
| Estonia              | 0   | 0  | 0  | 0  | 0  | 0  | 0  | 0   |

| 24 de marzo de 2021 | Irlanda | vs.     | Estonia | Flancare Park, Longford, Irlanda |               |
|                     |         | Reporte |         | Árbitra: [[]]                    | Árbitra: [[]] |

| 24 de marzo de 2021 | Bosnia y Herzegovina | vs.     | Polonia | Eamonn Deacy Park, Galway, Irlanda |               |
|                     |                      | Reporte |         | Árbitra: [[]]                      | Árbitra: [[]] |

| 27 de marzo de 2021 | Irlanda | vs.     | Bosnia y Herzegovina | Flancare Park, Longford, Irlanda |               |
|                     |         | Reporte |                      | Árbitra: [[]]                    | Árbitra: [[]] |

| 27 de marzo de 2021 | Polonia | vs.     | Estonia | Eamonn Deacy Park, Galway, Irlanda |               |
|                     |         | Reporte |         | Árbitra: [[]]                      | Árbitra: [[]] |

| 30 de marzo de 2021 | Estonia | vs.     | Bosnia y Herzegovina | Eamonn Deacy Park, Galway, Irlanda |               |
|                     |         | Reporte |                      | Árbitra: [[]]                      | Árbitra: [[]] |

| 30 de marzo de 2021 | Polonia | vs.     | Irlanda | Flancare Park, Longford, Irlanda |               |
|                     |         | Reporte |         | Árbitra: [[]]                    | Árbitra: [[]] |

### Grupo 8
Sede:  Moldavia
| Selección  | Pts | PJ | PG | PE | PP | GF | GC | Dif |
| ---------- | --- | -- | -- | -- | -- | -- | -- | --- |
| Francia    | 0   | 0  | 0  | 0  | 0  | 0  | 0  | 0   |
| Grecia     | 0   | 0  | 0  | 0  | 0  | 0  | 0  | 0   |
| Azerbaiyán | 0   | 0  | 0  | 0  | 0  | 0  | 0  | 0   |
| Moldavia   | 0   | 0  | 0  | 0  | 0  | 0  | 0  | 0   |

| 24 de marzo de 2021 | Azerbaiyán | vs.     | Grecia | Bender City Stadium, Bender, Moldavia |               |
|                     |            | Reporte |        | Árbitra: [[]]                         | Árbitra: [[]] |

| 24 de marzo de 2021 | Francia | vs.     | Moldavia | Arena Malaya Sportivnaya, Tiraspol, Moldavia |               |
|                     |         | Reporte |          | Árbitra: [[]]                                | Árbitra: [[]] |

| 27 de marzo de 2021 | Grecia | vs.     | Moldavia | Bender City Stadium, Bender, Moldavia |               |
|                     |        | Reporte |          | Árbitra: [[]]                         | Árbitra: [[]] |

| 27 de marzo de 2021 | Francia | vs.     | Azerbaiyán | Arena Malaya Sportivnaya, Tiraspol, Moldavia |               |
|                     |         | Reporte |            | Árbitra: [[]]                                | Árbitra: [[]] |

| 30 de marzo de 2021 | Moldavia | vs.     | Azerbaiyán | Bender City Stadium, Bender, Moldavia |               |
|                     |          | Reporte |            | Árbitra: [[]]                         | Árbitra: [[]] |

| 30 de marzo de 2021 | Grecia | vs.     | Francia | Arena Malaya Sportivnaya, Tiraspol, Moldavia |               |
|                     |        | Reporte |         | Árbitra: [[]]                                | Árbitra: [[]] |

### Grupo 9
Sede:  Noruega
| Selección | Pts | PJ | PG | PE | PP | GF | GC | Dif |
| --------- | --- | -- | -- | -- | -- | -- | -- | --- |
| Noruega   | 0   | 0  | 0  | 0  | 0  | 0  | 0  | 0   |
| Hungría   | 0   | 0  | 0  | 0  | 0  | 0  | 0  | 0   |
| Islandia  | 0   | 0  | 0  | 0  | 0  | 0  | 0  | 0   |
| Andorra   | 0   | 0  | 0  | 0  | 0  | 0  | 0  | 0   |

| 24 de marzo de 2021 | Islandia | vs.     | Hungría |               |               |
|                     |          | Reporte |         | Árbitra: [[]] | Árbitra: [[]] |

| 24 de marzo de 2021 | Noruega | vs.     | Andorra |               |               |
|                     |         | Reporte |         | Árbitra: [[]] | Árbitra: [[]] |

| 27 de marzo de 2021 | Hungría | vs.     | Andorra |               |               |
|                     |         | Reporte |         | Árbitra: [[]] | Árbitra: [[]] |

| 27 de marzo de 2021 | Noruega | vs.     | Islandia |               |               |
|                     |         | Reporte |          | Árbitra: [[]] | Árbitra: [[]] |

| 30 de marzo de 2021 | Andorra | vs.     | Islandia |               |               |
|                     |         | Reporte |          | Árbitra: [[]] | Árbitra: [[]] |

| 30 de marzo de 2021 | Hungría | vs.     | Noruega |               |               |
|                     |         | Reporte |         | Árbitra: [[]] | Árbitra: [[]] |

### Grupo 10
Sede:  Gales
| Selección  | Pts | PJ | PG | PE | PP | GF | GC | Dif |
| ---------- | --- | -- | -- | -- | -- | -- | -- | --- |
| Inglaterra | 0   | 0  | 0  | 0  | 0  | 0  | 0  | 0   |
| Eslovenia  | 0   | 0  | 0  | 0  | 0  | 0  | 0  | 0   |
| Gales      | 0   | 0  | 0  | 0  | 0  | 0  | 0  | 0   |
| Malta      | 0   | 0  | 0  | 0  | 0  | 0  | 0  | 0   |

| 23 de marzo de 2021 | Gales | vs.     | Eslovenia |               |               |
|                     |       | Reporte |           | Árbitra: [[]] | Árbitra: [[]] |

| 23 de marzo de 2021 | Inglaterra | vs.     | Malta |               |               |
|                     |            | Reporte |       | Árbitra: [[]] | Árbitra: [[]] |

| 26 de marzo de 2021 | Eslovenia | vs.     | Malta |               |               |
|                     |           | Reporte |       | Árbitra: [[]] | Árbitra: [[]] |

| 26 de marzo de 2021 | Inglaterra | vs.     | Gales |               |               |
|                     |            | Reporte |       | Árbitra: [[]] | Árbitra: [[]] |

| 29 de marzo de 2021 | Malta | vs.     | Gales |               |               |
|                     |       | Reporte |       | Árbitra: [[]] | Árbitra: [[]] |

| 29 de marzo de 2021 | Eslovenia | vs.     | Inglaterra |               |               |
|                     |           | Reporte |            | Árbitra: [[]] | Árbitra: [[]] |

### Grupo 11
Sede:  Países Bajos
| Selección    | Pts | PJ | PG | PE | PP | GF | GC | Dif |
| ------------ | --- | -- | -- | -- | -- | -- | -- | --- |
| Países Bajos | 0   | 0  | 0  | 0  | 0  | 0  | 0  | 0   |
| Serbia       | 0   | 0  | 0  | 0  | 0  | 0  | 0  | 0   |
| Armenia      | 0   | 0  | 0  | 0  | 0  | 0  | 0  | 0   |
| San Marino   | 0   | 0  | 0  | 0  | 0  | 0  | 0  | 0   |

| 23 de marzo de 2021 | Armenia | vs.     | Serbia |               |               |
|                     |         | Reporte |        | Árbitra: [[]] | Árbitra: [[]] |

| 23 de marzo de 2021 | Países Bajos | vs.     | San Marino |               |               |
|                     |              | Reporte |            | Árbitra: [[]] | Árbitra: [[]] |

| 26 de marzo de 2021 | Serbia | vs.     | San Marino |               |               |
|                     |        | Reporte |            | Árbitra: [[]] | Árbitra: [[]] |

| 26 de marzo de 2021 | Países Bajos | vs.     | Armenia |               |               |
|                     |              | Reporte |         | Árbitra: [[]] | Árbitra: [[]] |

| 29 de marzo de 2021 | San Marino | vs.     | Armenia |               |               |
|                     |            | Reporte |         | Árbitra: [[]] | Árbitra: [[]] |

| 29 de marzo de 2021 | Serbia | vs.     | Países Bajos |               |               |
|                     |        | Reporte |              | Árbitra: [[]] | Árbitra: [[]] |

### Grupo 12
Sede:  Bulgaria
| Selección | Pts | PJ | PG | PE | PP | GF | GC | Dif |
| --------- | --- | -- | -- | -- | -- | -- | -- | --- |
| Turquía   | 0   | 0  | 0  | 0  | 0  | 0  | 0  | 0   |
| Bulgaria  | 0   | 0  | 0  | 0  | 0  | 0  | 0  | 0   |
| Rusia     | 0   | 0  | 0  | 0  | 0  | 0  | 0  | 0   |
| Lituania  | 0   | 0  | 0  | 0  | 0  | 0  | 0  | 0   |

| 23 de marzo de 2021 | Rusia | vs.     | Bulgaria |               |               |
|                     |       | Reporte |          | Árbitra: [[]] | Árbitra: [[]] |

| 23 de marzo de 2021 | Turquía | vs.     | Lituania |               |               |
|                     |         | Reporte |          | Árbitra: [[]] | Árbitra: [[]] |

| 26 de marzo de 2021 | Bulgaria | vs.     | Lituania |               |               |
|                     |          | Reporte |          | Árbitra: [[]] | Árbitra: [[]] |

| 26 de marzo de 2021 | Turquía | vs.     | Rusia |               |               |
|                     |         | Reporte |       | Árbitra: [[]] | Árbitra: [[]] |

| 29 de marzo de 2021 | Lituania | vs.     | Rusia |               |               |
|                     |          | Reporte |       | Árbitra: [[]] | Árbitra: [[]] |

| 29 de marzo de 2021 | Bulgaria | vs.     | Turquía |               |               |
|                     |          | Reporte |         | Árbitra: [[]] | Árbitra: [[]] |

### Grupo 13
Sede:  Bélgica
| Selección   | Pts | PJ | PG | PE | PP | GF | GC | Dif |
| ----------- | --- | -- | -- | -- | -- | -- | -- | --- |
| España      | 0   | 0  | 0  | 0  | 0  | 0  | 0  | 0   |
| Bélgica     | 0   | 0  | 0  | 0  | 0  | 0  | 0  | 0   |
| Finlandia   | 0   | 0  | 0  | 0  | 0  | 0  | 0  | 0   |
| Islas Feroe | 0   | 0  | 0  | 0  | 0  | 0  | 0  | 0   |

| 23 de marzo de 2021 | Finlandia | vs.     | Bélgica |               |               |
|                     |           | Reporte |         | Árbitra: [[]] | Árbitra: [[]] |

| 23 de marzo de 2021 | España | vs.     | Islas Feroe |               |               |
|                     |        | Reporte |             | Árbitra: [[]] | Árbitra: [[]] |

| 26 de marzo de 2021 | Bélgica | vs.     | Islas Feroe |               |               |
|                     |         | Reporte |             | Árbitra: [[]] | Árbitra: [[]] |

| 26 de marzo de 2021 | España | vs.     | Finlandia |               |               |
|                     |        | Reporte |           | Árbitra: [[]] | Árbitra: [[]] |

| 29 de marzo de 2021 | Islas Feroe | vs.     | Finlandia |               |               |
|                     |             | Reporte |           | Árbitra: [[]] | Árbitra: [[]] |

| 29 de marzo de 2021 | Bélgica | vs.     | España |               |               |
|                     |         | Reporte |        | Árbitra: [[]] | Árbitra: [[]] |

## Ronda Élite
El sorteo de la ronda élite se celebraría originalmente el 9 de diciembre de 2020 en la sede de la UEFA en Nyon, Suiza, y los partidos estaban programados para jugarse en la primavera de 2021. Sin embargo, debido a la pandemia de COVID-19 en Europa, la UEFA anunció el 13 de agosto de 2020 que, tras consultar con las 55 federaciones miembro, la ronda élite sería abolida y sustituida por los play-offs.

## Play-offs
Los 14 equipos están divididos en siete grupos. Los siete ganadores se clasifican para el torneo final. Los play-offs están programados para jugarse en mayo de 2021.

### Equipos calificados
- Portugal
- Ganador del grupo 1
- Ganador del grupo 2
- Ganador del grupo 3
- Ganador del grupo 4
- Ganador del grupo 5
- Ganador del grupo 6
- Ganador del grupo 7
- Ganador del grupo 8
- Ganador del grupo 9
- Ganador del grupo 10
- Ganador del grupo 11
- Ganador del grupo 12
- Ganador del grupo 13

## Clasificados a la Ronda final
| Bandera de Rumania | Bandera de ? | Bandera de ? | Bandera de ? | Bandera de ? | Bandera de ? | Bandera de ? | Bandera de ? |
| Rumania            |              |              |              |              |              |              |              |
| Anfitrión          | Play-offs 1  | Play-offs 2  | Play-offs 3  | Play-offs 4  | Play-offs 5  | Play-offs 6  | Play-offs 7  |